# Город пришельцев
«Город пришельцев» (англ. Roswell) — американский молодёжный фантастический драматический телесериал. Премьера сериала состоялась 6 октября 1999 года на телеканале The WB, однако в 2001 телесериал закрыли; телеканал UPN продлил шоу на третий сезон, который стал последним.

## Сюжет
В сериале рассказывается про пришельцев подросткового возраста, живущих среди людей в городе Розуэлл. Они стараются узнать больше о своих способностях, поскольку являются кем-то вроде гибрида человека и пришельца. Попутно они пытаются выяснить, откуда они и как им попасть домой.
В 1947 году в Розуэлле произошла авария НЛО. В 1989 году, потомки пришельцев Макс Эванс, Изабель Эванс и Майкл Герин, появились из инкубационных камер, выглядевшие как 6-летние человеческие дети. Они были найдены в пустыне и усыновлены приемными родителями. Они вели свою жизнь как все обычные люди на земле, пока в 1999, Лиз Паркер, не была застрелена в кафе «Crashdown» (Место падения), и Макс, рискуя всем, использует свои способности, чтобы её исцелить. С того момента всё изменилось…

## В ролях

### Основной состав
| Актёр             | Персонаж       | Сезоны       | Сезоны    | Сезоны    |
| Актёр             | Персонаж       | 1            | 2         | 3         |
| ----------------- | -------------- | ------------ | --------- | --------- |
| Шири Эпплби       | Лиз Паркер     | Регулярно    | Регулярно | Регулярно |
| Джейсон Бер       | Макс Эванс     | Регулярно    | Регулярно | Регулярно |
| Кэтрин Хайгл      | Изабель Эванс  | Регулярно    | Регулярно | Регулярно |
| Махандра Дельфино | Мария ДеЛюка   | Регулярно    | Регулярно | Регулярно |
| Брендан Фер       | Майкл Герин    | Регулярно    | Регулярно | Регулярно |
| Колин Хэнкс       | Алекс Уитман   | Постоянно    | Постоянно | Гость     |
| Ник Уэкслер       | Кайл Валенти   | Постоянно    | Постоянно | Постоянно |
| Уильям Сэдлер     | Джим Валенти   | Постоянно    | Постоянно | Постоянно |
| Эмили де Рэвин    | Тэсс Хардинг   | Периодически | Постоянно | Гость     |
| Адам Родригес     | Джесси Рамирес |              |           | Постоянно |

## Персонажи
- Лиз Паркер — обычная школьница, живёт с родителями. Её родители владеют кафе «Crashdown», где она работает официанткой. Она мечтает стать биологом и ведёт дневник, в котором описывает все свои переживания. Лучшие друзья Лиз — Мария и Алекс. Экс бойфренд — Кайл. Жизнь внезапно меняется, после того как в неё попадает пуля и Макс спасает ей жизнь. Она влюбляется в Макса. Постепенно они сближаются. Но, после появления Тэсс, Лиз понимает, что она не в силах противостоять судьбе. Она жертвует отношениями с Максом ради будущего. После того как Тэсс отправляется домой Лиз снова начинает встречаться с Максом. Она понимает, что Макс изменил её, и она обладает энергетическим полем. После выпускного, она покидает Розвелл и выходит замуж за Макса.
- Макс Эванс — приземлился в Розвелле, Нью-Мексико в 1947. В шестилетнем возрасте Макса и его сестру Изабель усыновила семья Эванс — Диана и Филипп. Он долго хранил тайну, о том кто он на самом деле. Тайна раскрылась, когда он спас жизнь Лиз Паркер, которая была ранена во время потасовки в кафе «Crashdown». Лиз была первым человеком, который узнал его тайну, он рисковал своей жизнью, исцеляя её. Постепенно он узнаёт о своём прошлом и о своём предназначении, о том что он Король. Он узнает, что Тэсс, в прошлой жизни, была его женой, и что они предназначены друг другу. У Тэсс и Макса зарождается ребёнок — Зен. Макс находит способ отправиться домой, так как Тесс обманом убеждает его, что Зен не может выжить в атмосфере Земли. В последнюю минуту перед отправлением Макс узнаёт, что Тэсс убила Алекса. Он отправляет беременную Тэсс домой в одиночестве. После того как Тэсс возвращается с младенцем, Макс принимает решение отдать ребёнка на усыновление, чтобы оградить его от преследования правительства, от жизни полной лжи. После выпускного он уезжает из Розвелла. Макс женится на Лиз. Его «способности» — молекулярная манипуляция, создание защитного поля и излечение.
- Изабель Эванс — приземлилась в Розвелле, Нью-Мексико в 1947. В шестилетнем возрасте её и Макса удочерила семья Эванс — Диана и Филипп. Она — сестра Макса. Она не впускает в свою жизнь новых людей, единственный человек с которым она близка это её приёмная мать Диана. Постепенно она сближается с Алексом Уитманом. Изначально она не воспринимает его всерьез, но постепенно понимает, что этот человек ей по-настоящему дорог. Она очень тяжело переживает его смерть. Постепенно она узнает о своей прошлой жизни. Она узнает, что её настоящее имя — Виландра, она принцесса и что её судьба — это Майкл. Ещё она узнаёт, что предала брата и Майкла. Эту правду она боялась сообщить Максу. После смерти Алекса она сближается с адвокатом Джесси, который работает с её отцом. Неожиданно для всех Изабель и Джесси объявляют о помолвке. После свадебной церемонии появляется её бывший возлюбленный Кивар, под влиянием которого она снова становится Виландрой. Джесси помогает ей снова стать Изабель. Со временем, её хорошим другом становится Кайл. После выпускного она оставляет Джесси и уезжает из Розвелла с друзьями и братом. Её «способности» — молекулярная манипуляция, хождение по снам.
- Мария ДеЛюка — лучшая подруга Лиз. Работает официанткой в кафе. Живёт с матерью, отец оставил их, когда Мария была ещё ребёнком. О том, что Макс, Майкл и Изабель пришельцы узнает от Лиз, на что реагирует не самым лучшим образом. Её отношение вскоре изменяется. Она начинает встречаться с Майклом, из-за неё Майкл отказывается возвращаться домой. Мария отличная певица, пишет слова и музыку сама. Привлекает внимание продюсера и отправляется в Нью-Йорк для записи альбома, но понимает, что не может быть вдалеке от близких людей. После выпускного она покидает Розвелл.
- Майкл Герин — приземлился в Розвелле, Нью-Мексико в 1947. С семьёй ему повезло меньше чем Максу и Изабель. В шестилетнем возрасте его усыновил Хэнк Герин. Чувствуя своё одиночество, он сосредоточился на раскрытии правды о своём прошлом. Он понимает, что Макс и Изабель его единственная семья. В 16 лет, с помощью Филиппа Эванса, Майкл избавляется от опеки отца. Он находит квартиру и работу повара в кафе «Crashdown». Майкл встречается с Марией ДеЛюка. Несмотря на то, что Изабель предназначена ему судьбой, во время отправления домой, он принимает решение остаться на Земле, остаться с Марией. После того, как пути домой больше нет, он старается жить, как обычный человек. После «гибели» Макса, знак короля переходит к нему, он становится новым лидером. После выпускного Майкл уезжает из Розвелла. Его «способности» — молекулярная манипуляция и перемещение вещей.
- Алекс Уитман — друг детства Лиз и Марии. Он один из последних кто узнал правду о Максе, Изабель и Майкле. Он тайно влюблен в Изабель, которая всё же начинает отвечать ему взаимностью. У него есть своя группа, с которой они репетируют в гараже. Тэсс использует его, чтобы перевести книгу. Он погибает из-за слишком частой деформации сознания, которое использует Тэсс.
- Кайл Валенти — сын шерифа, капитан школьной футбольной команды, бывший парень Лиз. С подозрением относится ко всему что происходит вокруг Макса, но после того как Макс спасает ему жизнь, Кайл узнает всю правду о Максе, Изабель и Майкле. Кайл старается не вмешиваться, во всё что происходит вокруг пришельцев, тем не менее, в его доме поселяется инопланетянка Тэсс, а Лиз, с которой сохраняются дружеские отношения, за помощью всегда приходит именно к нему. После смерти Алекса, он единственный, кто не отвернулся от Тэсс. После её отлета, Кайл сближается с Изабель и влюбляется в неё, но для неё он только хороший друг… После выпускного уезжает из Розвелла, вместе с Максом, Майклом, Марией, Лиз и Изабель.
- Джим Валенти — шериф в Розвелле, штат Нью-Мексико. Отец Кайла. После потасовки в кафе «Crashdown» начинает собственное расследование в отношении Макса и Майкла. Постепенно он выясняет что Макс, Изабель и Майкл пришельцы. После того как Макс спасет жизнь его сыну, Джим начинает помогать им во всём, и они доверяют ему как отцу. После смерти Наседо, Тэсс переезжает в дом к Валенти. Она становится частью их семьи, Джим относится к ней, как к дочери. Джим встречается с Эмми ДеЛюка (матерью Марии).
- Тэсс Хардинг — приземлилась в Розвелле, Нью-Мексико в 1947. Воспитывалась Наседо — пришельцем-убийцей, который с легкостью менял внешность. Всю жизнь скрывалась от агентов ФБР (из-за Наседо), сложно находила общий язык с людьми. В 16 лет появляется в Розвелле. Она уверено пользуется своей силой и помнит своё прошлое, знает о своём предназначении. Она знает, что они с Максом предназначены друг другу. Перед смертью, Алекс, под её влиянием, переводит их инопланетную книгу. В книге, среди прочего, описан способ возвращения домой. Убив Алекса, Тэсс пытается скрыть свою причастность. Перед отлётом, выясняется правда, и беременная Тэсс отправляется домой одна. После рождения сына Зена Тэсс возвращается на землю и отдаёт ребёнка Максу. После чего погибает, скрывая следы своего появления. Её «способности» — молекулярная манипуляция и деформирование сознания (внушение).
- Джесси Рамирес (Адам Родригес) — адвокат, муж Изабель.

### Второстепенный состав
- Филипп Эванс (Гаррет М. Браун) — приёмный отец Макса и Изабель.
- Дайан Эванс (Мэри Эллен Трейнор) — приёмная мать Макса и Изабель.
- Эми Де Люка (Дайан Фарр) — мама Марии.
- Джефф Паркер (Джон Доу) — отец Лиз.
- Нэнси Паркер (Джо Андерсен) — мама Лиз.
- Кэтлин Топольски (Джули Бенз) — агент ФБР.
- Наседо (Джим Ортлиб) — пришелец, приёмный отец Тэсс. Послан на Землю, чтобы защищать Изабель, Тэсс, Майкла и Макса. В отличие от них, не имеет человеческого тела, однако может произвольно принимать облик любого человека. Идет на все для достижения своих целей. Известен, как «убийца, меняющий свою личину».
- Шон Де Люка (Девон Гаммерсолл) — двоюродный брат Марии.

## Эпизоды
| Сезон | Сезон | Эпизоды | Оригинальная дата показа | Оригинальная дата показа |
| Сезон | Сезон | Эпизоды | Премьера сезона          | Финал сезона             |
| ----- | ----- | ------- | ------------------------ | ------------------------ |
|       | 1     | 22      | 6 октября 1999           | 15 мая 2000              |
|       | 2     | 21      | 2 октября 2000           | 21 мая 2001              |
|       | 3     | 18      | 9 октября 2001           | 14 мая 2002              |

## Разработка и производство

### Съёмки
Несмотря на то, что по сюжету действие сериала происходило в Нью-Мексико, весь сериал был снят в пределах Лос-Анджелеса и его окрестностях, тайным убежищем пришельцев был природный парк Vasquez Rocks, находящийся севернее Лос-Анджелеса.

### Соус табаско
В телесериале пришельцы заправляли им большинство своих блюд, и объяснение этому было дано лишь в третьем сезоне. Когда Макс, Майкл и Изабель вышли из инкубаторов, в течение нескольких месяцев они не воспринимали запахов и не испытывали вкусовых ощущений, кроме сильных ароматов и вкусов, таких, как острый соус табаско. Несмотря на то, что постепенно ощущения вскоре у них возникли, привычка есть всё с острым соусом осталась… Именно бутылочки от соуса табаско фанаты посылали на WB, чтобы спасти шоу от закрытия. Изначально актёры пытались есть блюда, приправленные табаско, однако долго не выдержали, и соус им заменили обычной томатной пастой.

## Книги
Сериал основан на серии книг Мелинды Метц Старшая школа Розвелла (англ. Roswell High). Было издано 10 книг о трёх подростках-пришельцах:
1. Посторонний (англ. The Outsider)
2. Дикий (англ. The Wild One)
3. Ищущий (англ. The Seeker)
4. Наблюдатель (англ. The Watcher)
5. Злоумышленник (англ. The Intruder)
6. Безбилетник (англ. The Stowaway)
7. Исчезнувший (англ. The Vanished)
8. Мятежник (англ. The Rebel)
9. Темный (англ. The Dark One)
10. Спасение (англ. The Salvation)

Согласно описаниям в книгах:
- Лиз Ортехо — соседка по парте Макса, в классе биологии и испанского языка; длинные, темные волосы; человек.
- Макс Эванс — предводитель; высокий блондин, голубоглазый; пришелец.
- Изабель Эванс — высокая, светловолосая, голубоглазая; инопланетянка.
- Мария ДеЛюка — подруга детства Лиз, человек.
- Майкл Герон — брюнет, серые глаза; пришелец.
- Кайл Валенти — сын шерифа, с которым встречалась Лиз; человек.
- Шериф Валенти — тайный агент, охотник за пришельцами; человек.
- Николас Брэнсон — четвёртый пришелец, парень Изабель, людей считает насекомыми.
- Адам — пятый пришелец, его усыновил шериф Валенти.
- Элсеван Дюпри — пришелец-злодей, который поднимает восстание против Макса на планете, зеленоволосый.
- Тревор — брат Майкла, предал брата и прибыл на планету, чтобы помочь Элсевану.
- Алекс Мэйнс — лучший друг Лиз и Марии; рыжий; человек.

Также были выпущены четыре книги, рассказывающие о героях телесериала после его завершения:
1. Преследование (англ. Pursuit)
2. Новое начало (англ. Roswell: A New Beginning)
3. Поворот (англ. Turnabout)
4. Ночные (англ. Nightscape)

## Саундтрек

CD-обложка

1. Here With Me (Theme From Roswell) — Dido
2. Save Yourself — Sense Field
3. Edge Of The Ocean — Ivy
4. Brothers & Sisters — Coldplay
5. Shining Light — Ash
6. Fear — Sarah McLachlan
7. Destiny — Zero 7
8. More Than Us — Travis
9. I Shall Believe — Sheryl Crow
10. Blackbird — Doves
11. Have A Nice Day — Stereophonics
12. Here With Me (Chillin' with the Family Mix) — Dido

## Награды и номинации

### 2000 год
- ALMA — номинация «Лучшая актриса в драматическом сериале» (Махандра Дельфино).
- Сатурн — номинации «Лучший сериал», «Лучший актёр в жанре» (Джейсон Бер).
- Премия Гильдии художников-постановщиков США — номинация «Лучший эпизод» («Монстр»).
- Teen Choice Awards — номинации «Лучший сериал», «Лучший актёр» (Джейсон Бер), «Лучший персонаж» (Брендан Фер), «Лучшая актриса» (Шири Эпплби).
- Молодой актёр — номинация «Лучшая молодая актриса в сериале» (Махандра Дельфино).

### 2001 год
- Сатурн — номинации «Лучший актёр в сериале» (Джейсон Бер), «Лучший сериал», «Лучший актёр второго плана» (Брендан Фер), «Лучшая актриса второго плана» (Кэтрин Хайгл).
- Teen Choice Awards — номинация «Лучший драматический сериал».
- Молодой актёр — победа «Лучший молодой актёр в эпизоде сериала» (Майкл Хьюз).

### 2002 год
- Motion Picture Sound Editors — номинация «Лучший звук» за эпизод «Baby, It’s You».
- Teen Choice Awards — номинация «Лучший персонаж» (Ник Уэкслер).

## Ремейк
11 мая 2018 года телеканал The CW заказал очередную экранизацию книг и ремейк телесериала под названием «Розуэлл, Нью-Мексико».